# Hobó

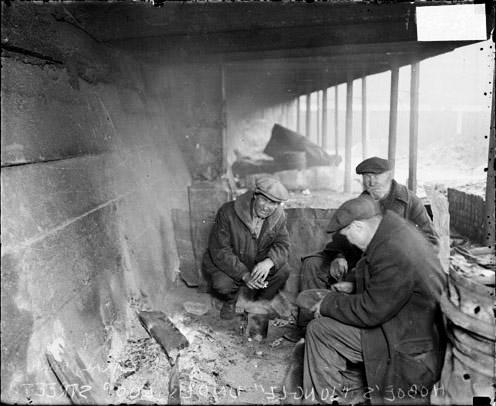
Három hobó egy építkezésen (1929, Chicago)

A hobó (angolul: hobo) kifejezés az Egyesült Államokbeli vándormunkást jelenti. A kifejezés olyan embert jelöl, akinek nincs stabil szállása, az országot járja és alkalmi munkákból él. A hobók általában gyalog vagy tehervonatokon potyázva utazták át az országot. A hobót az különbözteti meg a csavargótól, hogy a hobó hajlandó dolgozni, s ezért is utazik.
A szubkultúra „virágzása” a 19. század végén és a 20. század elején volt, olyan periódusokban, amikor gazdasági válság volt az országban és kevés munkahely. Sok ember indult el szaktudást nem igénylő alkalmi munkát keresni, ami többnyire aratás vagy gyümölcsszedés volt. Számuk főleg a nagy gazdasági világválság idején ugrott meg nagymértékben. Később már nem a megélhetés, hanem a kalandvágy és a szabadságvágy hajtotta a hobókat. Az életmód életfilozófia lett. Az Egyesült Államokban ma is vannak hobók, hobóközösségek. Így minden évben megrendezik találkozójukat, a National Hobo Conventiont, az Iowa állambeli Brittben.

## A szó eredete
A hobó szó eredete vitatott. Egyesek a „Hoe Boy” kifejezésből származtatják: a hoe angolul kapát jelent, melyet a mezőgazdaságból megélő hobó magával hordott. A kapa nyeléhez kötötték a batyujukat, amiben az összes vagyonuk volt. Mások különböző köszönési formák összevont formáiból származtatják: „Ho, boy!”, vagy a „Ho, beau!”-ból, mely egy gyakori köszönési forma volt vasutasoknál. Mivel a hobók általában vasúton utaztak, sok elmélet itt keresi a szó eredetét.

## Lásd még
- Hobo Blues Band
- Földes László (Hobo)